# Kathrin Neimke
Kathrin Neimke (Magdeburg, 18 juli 1966) is een atleet uit Duitsland. Ze was gespecialiseerd in kogelstoten, en stond bekend als de vrouw van de laatste poging, omdat ze viermaal een internationale medaille won, waarbij ze in haar laatste poging de beste afstand wierp.
Op de Olympische Zomerspelen van Seoul in 1988 behaalde Neimke voor Oost-Duitsland een zilveren medaille op het onderdeel kogelstoten. Vier jaar later op de Olympische Zomerspelen van Barcelona behaalde voor Duitsland ze brons. In 1996 op de Olympische Zomerspelen van Atlanta werd ze zevende.
Op de Wereldkampioenschappen indooratletiek 1995 werd Neimke wereldkampioen met een stoot van 19,40 meter.
Op de Wereldkampioenschappen atletiek 1987 wierp ze 21,21 meter, wat goed was voor de zilveren medaille. Op de Wereldkampioenschappen atletiek 1993 pakte ze brons.
- World Athletics: 14279037